# Eugenia stenoptera
Eugenia stenoptera är en myrtenväxtart som beskrevs av Ignatz Urban. Eugenia stenoptera ingår i släktet Eugenia och familjen myrtenväxter. Inga underarter finns listade i Catalogue of Life.